# Parelloop 2003
De Parelloop 2003 vond plaats op zondag 8 april 2003. Het was de vijftiende editie van dit evenement. 
In de wedstrijd voor de mannen was de Keniaan John Kibowen het sterkst in 27.40. Hij versloeg hiermee zijn landgenoten Jason Mbote (28.02) en Peter Kiprotich (28.48). Bij de vrouwen zegevierde zijn landgenote Anne Wambui in 34.08. 
Er werd gelopen bij 6 tot 7 °C. Naast de 10 km kende dit evenement ook een recreatieloop (5,2 km), scholierenloop en kinderloop. In totaal schreven 2223 deelnemers zich in, waarvan er 1916 finishten. Het evenement werd bekeken door 15.000 toeschouwers.

## Wedstrijd
Mannen
| rang   | naam                   | land | tijd  |
| ------ | ---------------------- | ---- | ----- |
| Goud   | John Kibowen           | KEN  | 27.40 |
| Zilver | Jason Mbote            | KEN  | 28.08 |
| Brons  | Peter Kiprotich        | KEN  | 28.48 |
| 4      | Jamal Baligha          | MAR  | 29.45 |
| 5      | Thorsten Gombert       | GER  | 29.51 |
| 6      | James Kipketer         | KEN  | 29.53 |
| 7      | Patrick Stitzinger     | NED  | 29.53 |
| 8      | Latta Jiru Wagu        | ETH  | 29.55 |
| 9      | Aziz Bougra            | MAR  | 30.07 |
| 10     | Toon Heeren            | NED  | 30.16 |
| 11     | Armand van der Smissen | NED  | 30.40 |
| 12     | Roger Smeets           | NED  | 30.55 |
| 13     | Joeri Schoffelen       | BEL  | 31.01 |
| 14     | Colin Beekers          | NED  | 31.18 |
| 15     | Alex van der Meer      | NED  | 31.27 |
| 16     | Nico Hamers            | NED  | 31.33 |
| 17     | Michel Butter          | NED  | 31.51 |
| 18     | Roy van Son            | NED  | 31.54 |
| 19     | Erik Negerman          | NED  | 31.56 |
| 20     | Ron Wijnen             | NED  | 32.08 |

Mannen
| rang   | naam               | land | tijd  |
| ------ | ------------------ | ---- | ----- |
| Goud   | Anne Wambui        | KEN  | 34.08 |
| Zilver | Wilma van Onna     | NED  | 34.13 |
| Brons  | Vivian Ruijters    | NED  | 34.27 |
| 4      | Iris Wullems       | NED  | 36.52 |
| 5      | Petra van Tongeren | NED  | 39.31 |

1989 ·
1990 ·
1991 ·
1992 ·
1993 ·
1994 ·
1995 ·
1996 ·
1997 ·
1998 ·
1999 ·
2000 ·
2001 ·
2002 ·
2003 ·
2004 ·
2005 ·
2006 ·
2007 ·
2008 ·
2009 ·
2010 ·
2011 ·
2012 ·
2013 ·
2014 ·
2015 ·
2016 ·
2017 ·
2018 ·
2019 ·
2020 (afgelast) ·
2021 (afgelast) ·
2022 ·
2023 ·
2024